# Ligne M7 du métro d'Istanbul
La ligne M7 du métro d'Istanbul est une ligne du réseau métropolitain d'Istanbul en Turquie. Mise en service le 28 octobre 2020 et prolongée le 2 janvier 2023, elle compte 17 stations dans la partie européenne de la ville, où elle relie Mahmutbey à Yıldız en 19,2 km. Elle est entièrement automatisée.

## Historique

### Chronologie
- 28 octobre 2020 : Mahmutbey – Sisli-Mecidiyeköy
- 2 janvier 2023 : Sisli-Mecidiyeköy – Yıldız

## Caractéristiques

### Stations et correspondances
|  |   |  |  | Station                     | Coordonnées                  | Correspondances |
|  | - |  |  | --------------------------- | ---------------------------- | --------------- |
|  | O |  |  | Yıldız                      | 41° 03′ 15″ N, 29° 00′ 35″ E |                 |
|  | o |  |  | Fulya                       | 41° 03′ 44″ N, 29° 00′ 26″ E |                 |
|  | o |  |  | Şişli-Mecidiyeköy           | 41° 03′ 54″ N, 28° 59′ 42″ E | (M2)            |
|  | o |  |  | Çağlayan                    | 41° 04′ 13″ N, 28° 58′ 49″ E |                 |
|  | o |  |  | Kâğıthane                   | 41° 04′ 46″ N, 28° 58′ 25″ E | (M11)           |
|  | o |  |  | Nurtepe                     | 41° 04′ 46″ N, 28° 57′ 49″ E |                 |
|  | o |  |  | Alibeyköy                   | 41° 04′ 45″ N, 28° 56′ 58″ E |                 |
|  | o |  |  | Çırçır                      | 41° 04′ 47″ N, 28° 56′ 11″ E |                 |
|  | o |  |  | Veysel Karani - Akşemsettin | 41° 04′ 45″ N, 28° 55′ 43″ E |                 |
|  | o |  |  | Yeşilpınar                  | 41° 04′ 56″ N, 28° 55′ 04″ E |                 |
|  | o |  |  | Kâzım Karabekir             | 41° 05′ 07″ N, 28° 54′ 31″ E |                 |
|  | o |  |  | Yenimahalle                 | 41° 05′ 01″ N, 28° 53′ 35″ E |                 |
|  | o |  |  | Karadeniz Mahallesi         | 41° 04′ 51″ N, 28° 52′ 30″ E |                 |
|  | o |  |  | Giyimkent-Tekstilkent       | 41° 04′ 17″ N, 28° 52′ 04″ E |                 |
|  | o |  |  | Oruç Reis                   | 41° 03′ 43″ N, 28° 51′ 19″ E |                 |
|  | o |  |  | Göztepe Mahallesi           | 41° 03′ 24″ N, 28° 50′ 54″ E |                 |
|  | O |  |  | Mahmutbey                   | 41° 03′ 17″ N, 28° 49′ 51″ E | (M3)            |

## Fréquentation
Les chiffres officiels de fréquentation de chaque ligne de métro, couvrant la période 1989-2022, sont communiqués par l'exploitant Metro Istanbul, le pic de fréquentation a été atteint en 2022 avec 57 955 493 voyageurs sur la ligne :
Pour des raisons techniques, il est temporairement impossible d'afficher le graphique qui aurait dû être présenté ici.